# Вайда-Губа (посёлок)
Вайда-Губа (фин. Vaitolahti) — населённый пункт в городском поселении Печенга Печенгского района Мурманской области. Расположен на Рыбачьем полуострове на берегу одноимённой губы Баренцева моря.
Основой экономики населённого пункта являются рыбный промысел и домашнее скотоводство.

## География и климат
Посёлок расположен на северо-западе Рыбачьего полуострова, на берегу губы Вайда Баренцева моря. Находится в 90 км от районного центра — посёлка городского типа Никель. Рядом с посёлком, на мысе Немецком находится самый северный маяк континентальной европейской части России.
Климат посёлка, как и всего Рыбачьего полуострова, субарктический, с коротким и холодным летом, но мягкой зимой, которая испытывает влияние тёплого Нордкапского течения, за счёт которого не замерзает Баренцево море.
| Показатель                                    | Янв.  | Фев.  | Март | Апр.  | Май   | Июнь | Июль | Авг. | Сен. | Окт.  | Нояб. | Дек.  | Год   |
| --------------------------------------------- | ----- | ----- | ---- | ----- | ----- | ---- | ---- | ---- | ---- | ----- | ----- | ----- | ----- |
| Абсолютный максимум, °C                       | 7,1   | 5,5   | 8,1  | 14,2  | 24,4  | 31,0 | 32,4 | 27,9 | 22,3 | 14,4  | 11,8  | 10,1  | 32,4  |
| Средний суточный максимум, °C                 | −2,2  | −2,7  | −1,1 | 1,8   | 6,4   | 10,3 | 14,1 | 13,4 | 10   | 4,8   | 1,1   | −0,6  | 4,6   |
| Средняя температура, °C                       | −4,6  | −5,1  | −3,1 | −0,2  | 3,8   | 7,4  | 10,9 | 10,7 | 7,8  | 3,1   | −0,9  | −2,7  | 2,3   |
| Средний суточный минимум, °C                  | −7,3  | −7,9  | −5,6 | −2,6  | 1,4   | 5,1  | 8,4  | 8,2  | 5,4  | 1,0   | −3,2  | −5,2  | −0,2  |
| Абсолютный минимум, °C                        | −25,4 | −27,2 | −24  | −19,8 | −13,6 | −4,1 | 0,0  | −1,8 | −5,4 | −15,7 | −20,9 | −25,8 | −27,2 |
| Норма осадков, мм                             | 37    | 31    | 34   | 28    | 35    | 48   | 52   | 53   | 51   | 65    | 41    | 39    | 514   |
| Источник: Погода и климат, Вайда-Губа: климат |       |       |      |       |       |      |      |      |      |       |       |       |       |

## История
Основан переселенцами из Норвегии в 1864 году. С 1921 по 1940 год через посёлок проходила российско-финляндская граница. В 1930 году был основан рыболовецкий колхоз «Вперёд». В 1939 году Вайда-Губа стала местом дислокации 18-й заставы Мурманского пограничного округа.

## Население
| 2002 | 2010 |
| ---- | ---- |
| 165  | ↘94  |

Численность населения, проживающего на территории населённого пункта, по данным Всероссийской переписи населения 2010 года составляет 94 человека, из них 89 мужчин (94,7 %) и 5 женщин (5,3 %).
Численность населения
| 1877 | 1899 | 1913 | 1926 | 1938 | 2002 | 2010 |
| ---- | ---- | ---- | ---- | ---- | ---- | ---- |
| 75   | 79   | 77   | 34   | 51   | 165  | 94   |

## Галерея

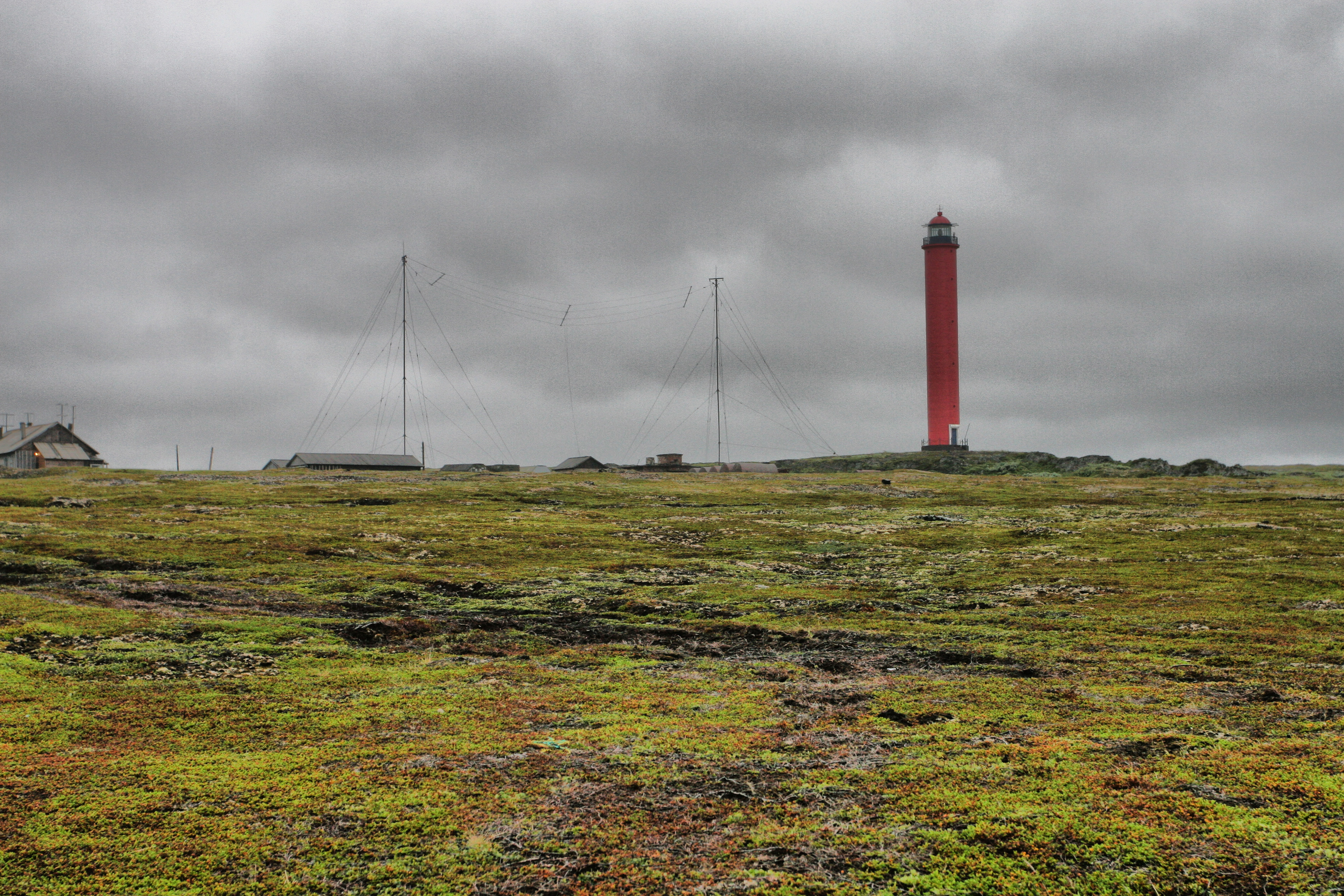
Вайда-Губа
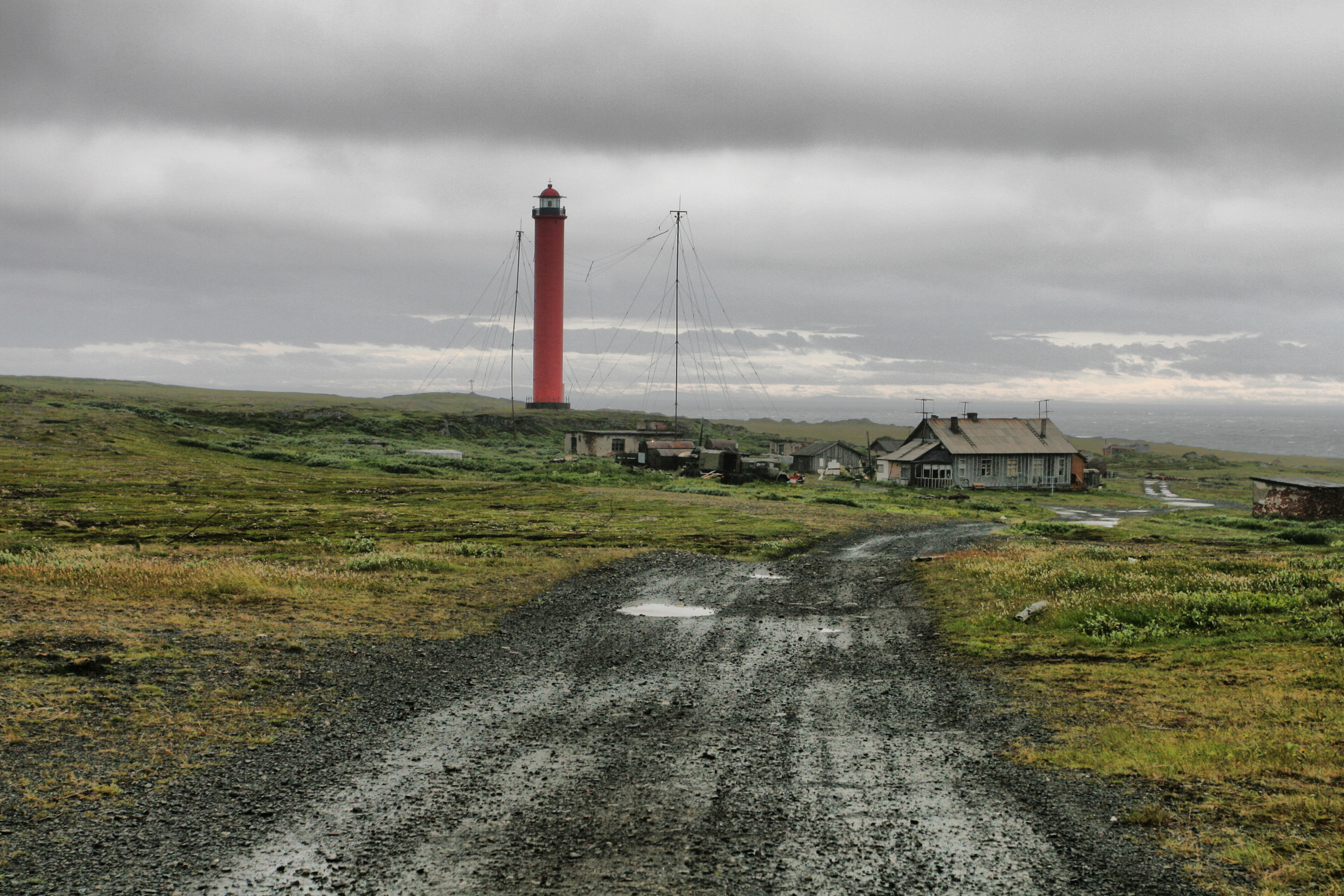
Маяк
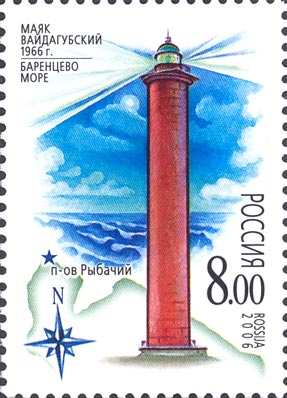
Вайдагубский маяк на почтовой марке